# Onosma echioides
Espèce
Classification APG III (2009)
Onosma echioides est une espèce de plantes à fleurs de la famille des Boraginaceae, calcicole, bisannuelle ou vivace, aux fleurs jaune pâle pendant vers le bas.
Sa tige, hérissée de soies raides, se dresse de 20 à 40 cm, de mai à juillet.
Elle est originaire de l'Europe du Sud-Est.

## Remarque
Il ne faut pas confondre Onosma echioides L. avec Onosma echioides sensu non L., nom illégitime synonyme de Onosma fastigiata (Braun-Blanq.) Braun-Blanq. ex Lacaita